# Infraröd strålning
| Elektromagnetiskt spektrum | Elektromagnetiskt spektrum | Elektromagnetiskt spektrum | Elektromagnetiskt spektrum | Elektromagnetiskt spektrum |
| Frekvensområde             | Frekvens                   | Våglängd                   | Fotonenergi                | Intervallbredd             |
| -------------------------- | -------------------------- | -------------------------- | -------------------------- | -------------------------- |
| Audiofrekvens              | 30 kHz–3 Hz                | 10 km–100 Mm               | < 12,4 feV                 |                            |
| Radiofrekvens              | 300 MHz–30 kHz             | 1 m–10 km                  | 1,24 µeV–12,4 feV          | 4 B                        |
| Mikrovågor                 | 300 GHz–300 MHz            | 1 mm–1 m                   | 1,24 meV–1,24 µeV          | 3 B                        |
| Infraröd (IR)              | 405–0,3 THz                | 740 nm–1 mm                | 1,7 eV–1,24 meV            | 3,1 B                      |
| Synligt ljus               | 789–405 THz                | 380–740 nm                 | 3,3 eV–1,7 eV              | 0,3 B                      |
| Ultraviolett (UV)          | 30 PHz–789 THz             | 10–380 nm                  | 124 eV–3,3 eV              | 1,6 B                      |
| Röntgenstrålning (X)       | 30 EHz–30 PHz              | 10 pm–10 nm                | 124 keV–124 eV             | 3 B                        |
| Gammastrålning (γ)         | > 30 EHz                   | < 10 pm                    | > 124 keV                  |                            |

Infraröd strålning (IR-strålning) är elektromagnetisk strålning inom våglängdsområdet 700 nm till 1 mm, det vill säga våglängder närmast över de för synligt ljus. 
Infraröd strålning kallas ofta värmestrålning. All värmeöverföring genom strålning sker dock inte genom infraröd strålning, så det är en missuppfattning att värmestrålning och (IR)strålning skulle vara samma sak. I vardagliga sammanhang är dock en stor del av den strålning som utsänds från föremål på grund av deras temperatur inom det infraröda spektrumet.
Den infraröda strålning som emitteras av jorden benämns terrestrisk strålning.
Våglängderna för den infraröda strålningen överlappar stora delar av bandet för terahertzstrålning som omfattar våglängder från 0,03 mm (eller 30 µm) till 3 mm.

## Tillämpningar

### Mörkerseende
Kortvågig infraröd strålning används i utrustning för mörkerseende, som bildförstärkare och värmekameror, då det inte finns tillräckligt med synligt ljus för att se ett objekt. Strålningen detekteras och omvandlas till en bild på en skärm. Varma objekt ger en annan bild än kalla objekt så man kan urskilja varma objekt som människor och bilar. Värmedetektorer mäter inte värmen direkt utan skillnaden i infraröd strålning från olika objekt.
Eftersom rök är mer genomskinligt för infrarött ljus än synligt ljus, så använder brandmän infraröd bildteknik då de arbetar i rökfyllda utrymmen.

### Termografi

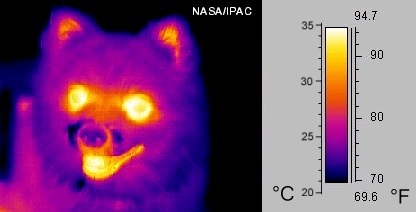
Infrarödbild av ett hundhuvud. Färgerna är kodade enligt skalan för att visa strålningstemperaturen hos bildens detaljer.

Långvågig infraröd strålning kan användas till att uppskatta temperaturen på olika objekt. Detta kallas termografi, eller om objektet är väldigt varmt, kallas det pyrometri. Termografi används framförallt av militären, industrin och medicinen. Fallande priser gör att infraröda kameror börjar kunna användas som hjälp vid mörkerkörning med bilar.[källa behövs]

### Kommunikation
Kortvågigt infrarött ljus används för informationsöverföring. Apparaturen är en ljuskälla som sänder och en fotocell som detekterar strålningen. Variationer (analog eller digital modulering) i ljuskällan resulterar i motsvarande variationer i utsignal från fotocellen. Det är fördelaktigt att använda en infraröd ljuskälla eftersom signalöverföringen då blir osynlig för människan. Ljusöverföringen kan gå genom fria luften, eller så kan man använda glasfiber som skyddar signalen. Exempel på tillämpningen är vanliga fjärrkontroller för till exempel TV-apparater. Glasfibrer används i många bredbandsförbindelser, långa överföringsdistanser är möjliga.

### Mätinstrument
Kortvågigt infrarött ljus används vid materialanalys, se FTIR.

### Uppvärmning
Långvågig infraröd strålning används i infravärmare och används för att värma upp kalla rum och för att ta bort is från flygplansvingar. Den kan användas till att laga och värma mat, då den bara värmer objektet den lyser på och inte luften runt den.

### Hälsorisk
I industriella miljöer som smedjor, smältverk, glashyttor och liknande förekommer kraftig infraröd strålning utanför det mänskliga synområdet. Om allmänbelysningen är låg saknar människan pupillreflex mot värmestrålningen. Strålningen ger då förhöjd värme i ögat, vilket på lång sikt leder till grumling i linsen, grå starr, här ofta kallad "glasblåsarstarr". Detta var förr i världen en vanlig yrkessjukdom. Nu finns det bestämmelser om att speciella ögonskydd alltid ska bäras i dessa värmestrålande miljöer.

### Kemi
IR-spektroskopi är en tillämpning inom organisk kemi som utnyttjar det faktum att molekylers bindningar tenderar att absorbera IR-strålning. Olika typer av kemiska bindningar absorberar IR-strålning av en viss våglängd, och den absorberade intensiteten kan analyseras och bindningens karaktär bestämmas. Man kan inte använda IR-spektroskopi uteslutande för att bestämma molekylens atomstruktur, men det är ett hjälpmedel för att bestämma de funktionella grupperna i en förening.

### Astronomi
Observationer i IR-området, infraröd astronomi, från markteleskop eller rymdteleskop (t.ex. Spitzer) har stor betydelse i astronomin. IR-observationer har t.ex. gett mycket astrokemisk information om det interstellära mediet.